# いじわる看護婦
『いじわる看護婦』（いじわるかんごふ）は、長谷川町子による日本の4コマ漫画作品。また、この漫画を原作とするテレビドラマ。

## 概要
同作者の代表作『いじわるばあさん』の事実上の姉妹編的な作品で、1965年（昭和40年）に『文芸春秋漫画読本』新春特別号に掲載され、1968年（昭和43年）に姉妹社から刊行された『いじわるばあさん』第3巻の巻末に『いじわる.タンペン』と題して『いじわるクッキー』『まんが幸福論』とセットで収録されている。姉妹社の廃業後には、朝日新聞社から刊行された朝日文庫版『いじわるばあさん』第2巻および長谷川町子全集第24巻において姉妹社版と同様に巻末掲載となっており、2014年（平成26年）に朝日新聞出版（朝日新聞社の出版部門より分社）が旧姉妹社版（全6巻）を復刻した際には、雑誌掲載時の2色刷りが復元されている。以上の掲載単行本の書誌情報については、いじわるばあさん#単行本を参照のこと。
とある病院を舞台に、いじわるばあさんばりの意地悪で医師や患者を困らせる看護婦（連載当時の女性看護師の呼称）を主人公とする全7本の4コマで、登場人物の名称や勤務先の病院の設定などは作中では明示されていない。
1982年（昭和57年）11月からは、フジテレビがこの4コマを原作にした中原理恵主演のスペシャルテレビドラマを主に『月曜ドラマランド』枠で8本放送。また1984年（昭和59年）には、同じくフジテレビが長谷川町子作品を原作とするサザエさん（星野知子）・意地悪ばあさん（青島幸男）と共演するクロスオーバー作品『サザエさんVS意地悪ばあさんVSいじわる看護婦』を開局25周年記念特番として放送した。1985年（昭和60年）9月に放送の通算9本目からは『新・いじわる看護婦』と題し、主演が三原じゅん子に交代しているが、こちらは同年12月に放送の2本目で終了している。

## あらすじ
※以下はテレビドラマ版の設定であり、原作漫画では人物や病院に関する設定は特に明示されていない。
東京都武蔵野市にある徳川総合病院の若手看護婦・千本さくらは、医師や同僚、そして患者を相手に意地悪を仕掛けるのが趣味の「いじわる看護婦」として恐れられている。患者のお小水をビールとすり替えたり、雁の写真を検診医に見せてガンの検診を受けに来た患者に聞こえるように感想を求めたり（『いじわるばあさん』の原作にも医師に胃炎をがんと診断させる描写がある）、骨格標本と抱き合いながらレントゲン写真を撮って密会写真に見せかけたり……。さくらが巻き起こす騒動で終始ドタバタが絶えない病院の日常を描く。

## 登場人物
千本 さくら
演 - 中原理恵（パート1 - 8）、三原じゅん子（新）
主人公。徳川総合病院に勤務する看護婦で、医師や患者に意地悪を仕掛けては楽しんでいる。第6作では徳川病院を辞めて北海道へ旅に出たが、後に復帰。三原じゅん子が演じる新シリーズでは休業中の病院を再建するため、医師と看護婦の人材確保に奔走する所から話が始まる。

## ドラマのシリーズ一覧
放送順に列挙。

### いじわる看護婦
いじわる看護婦（パート1）
1982年11月4日放送
脚本：佐藤繁子 演出：中山三雄
シリーズ第1作。この回のみ『木曜ファミリーワイド』枠で放送。
長谷川町子のいじわる看護婦（パート2）
1983年4月4日放送
脚本：馬場当、我妻正義、桑田健司 演出：高橋勝
シリーズ第2作で、『月曜ドラマランド』枠での放送作品第1作でもある。本作からパート4まではタイトルに「長谷川町子の」と原作者名を冠している。
長谷川町子のいじわる看護婦（パート3）
1983年8月22日放送
脚本：城山昇 演出：高橋勝
長谷川町子のいじわる看護婦スペシャル（パート4）
1983年12月26日放送
脚本：馬場当 演出：高橋勝
年末スペシャルとして放送枠を30分拡大し、19時から放送。
サザエさんVS意地悪ばあさんVSいじわる看護婦
1984年3月2日放送
脚本：布勢博一、高橋甫 演出：脇田時三
フジテレビ開局25周年で製作された同じ原作者の『サザエさん』『意地悪ばあさん』とのクロスオーバー。『金曜ファミリーワイド』枠の時間帯だが、本作は同枠の作品としては扱われていない。
いじわる看護婦（パート5）
1984年3月26日放送
脚本：城山昇 演出：高橋勝
本作より再度、タイトルから「長谷川町子の」が外れている。
いじわる看護婦（パート6）
1984年9月24日放送
脚本：佐藤繁子
北海道ロケを実施。
いじわる看護婦（パート7）
1984年11月26日放送
脚本：佐藤繁子、大下晴義
五月みどりがゲスト出演。
いじわる看護婦（パート8）
1985年3月18日放送
中原理恵主演シリーズの最終作。

### 新・いじわる看護婦
新・いじわる看護婦（パート1）
1985年9月23日放送
脚本：河本瑞貴 演出：小野田嘉幹
三原じゅん子主演の新シリーズ第1作。基本設定はおおむね中原理恵主演のシリーズを継承しているが、休業中の病院を再開するところから始まる。
新・いじわる看護婦2 君はハレー彗星を見たか！
1985年12月23日放送
脚本：河本瑞貴 演出：小野田嘉幹
三原じゅん子主演シリーズかつ『いじわる看護婦』の最終作にあたる。